# Губернаторство Галла-Сидама
Губернаторство Галла-Сидама — историческая административная единица в составе колониального образования Итальянская Восточная Африка, одно из шести составлявших её губернаторств. 
Столица губернаторства располагалась в городе Джимма.

## История
Губернаторство Галла-Сидама было учреждено королевским декретом в 1936 году после того, как Эфиопская империя потерпела поражение во Второй итало-абиссинской войне и утратила независимость. В ноябре 1938 года часть территории Галла-Сидама передана губернаторству Аддис-Абеба, переименованному в губернаторство Шоа. В 1941 году прекратило своё существование в результате падения итальянского колониального режима в Эфиопии. 

## Символика
Герб губернаторства Галла-Сидама пожалован королевским декретом от 18 апреля 1938 года:

В золотом поле плуг натуральных цветов над пересекающим щит лазурным волнистым поясом. Во главе щита — ликторские пучки. 
Оригинальный текст (итал.)D'oro, all'aratro al naturale, passante su una fascia ondata d'azzurro. Al Capo del Littorio.

## Административное деление
Губернаторство Галла-Сидама состояло из 10 губернских комиссариатов (итал. comissariati di governo):
- Бако (итал. Baco)
- дель-Овест (итал. dell'Ovest)
- Боран (итал. Borano)
- Каффа-Гимирра (итал. Caffa e Ghimirra)
- Джимма (итал. Gimma)
- Гураге-Камбатта (итал. Guraghé e Cambattà)
- Маджи-Скьюро (итал. Magi e Sciuro)
- Омето (итал. Ometo)
- Сидамо (итал. Sidamo)
- Уолега-Гундру (итал. Uollega e Gundrù)

## Губернаторы
- Карло Джелозо (1 июня 1936 – 9 июля 1938 года)
- Армандо Фельсани (10 июля – 12 августа 1938 года)
- Пьетро Гадзера (12 августа 1938 года – 6 июля 1941 года)